# Base Corbeta Uruguay

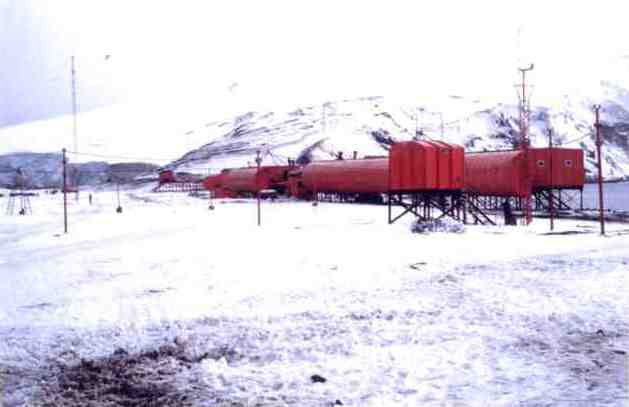
La base Corbeta Uruguay Southern Thule, 1981

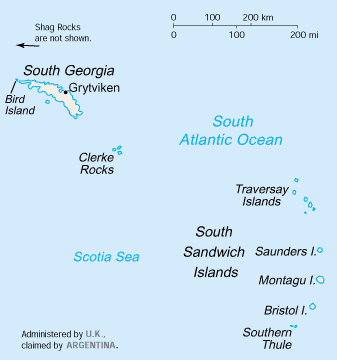
Carte de la CIA Géorgie du Sud-et-les Îles Sandwich du Sud.

La base Corbeta Uruguay est une base militaire des Forces armées argentines établie en novembre 1976 sur l'île Thule, dans les îles Sandwich du Sud. La base est construite sur ordre de la junte au pouvoir en Argentine comme un moyen de réaffirmer ses revendications de souveraineté sur ce territoire de l'Atlantique sud, contrôlé alors par les Britanniques. Le gouvernement britannique est averti de la présence de la base en décembre 1976 mais il tente de régler le conflit par la voie diplomatique jusqu'en 1982.
Au début de la guerre des Malouines, 32 hommes des forces spéciales argentines basés à Corbeta Uruguay sont transportés par le navire de la Marine argentine ARA Bahía Paraiso en Géorgie du Sud et débarquent à Leith Harbour le 25 mars 1982.
La base Corbeta Uruguay accueille du personnel militaire argentin jusqu'au 20 juin 1982, date à laquelle des forces britanniques, qui venaient de défaire les forces argentines sur les îles Malouines, envoient une force d'intervention à l'île Thule pour mettre un terme à la présence argentine. Après la capitulation de la garnison argentine à Corbeta Uruguay, l'île Thule est vidée et la base est abandonnée. En décembre 1982, est elle en grande partie démolie par la Royal Navy après que le patrouilleur HMS Hecate ait découvert que l'Union Jack avait été retiré du mat et remplacé par le drapeau de l'Argentine.
La base doit son nom à la corvette argentine ARA Uruguay qui avait secouru Otto Nordenskjöld et son équipage en 1903 dans la péninsule antarctique, à proximité de la base Esperanza (construite depuis). La corvette est désormais un musée flottant, à quai à Puerto Madero, Buenos Aires.